# Ria-Sirach-Urbanya

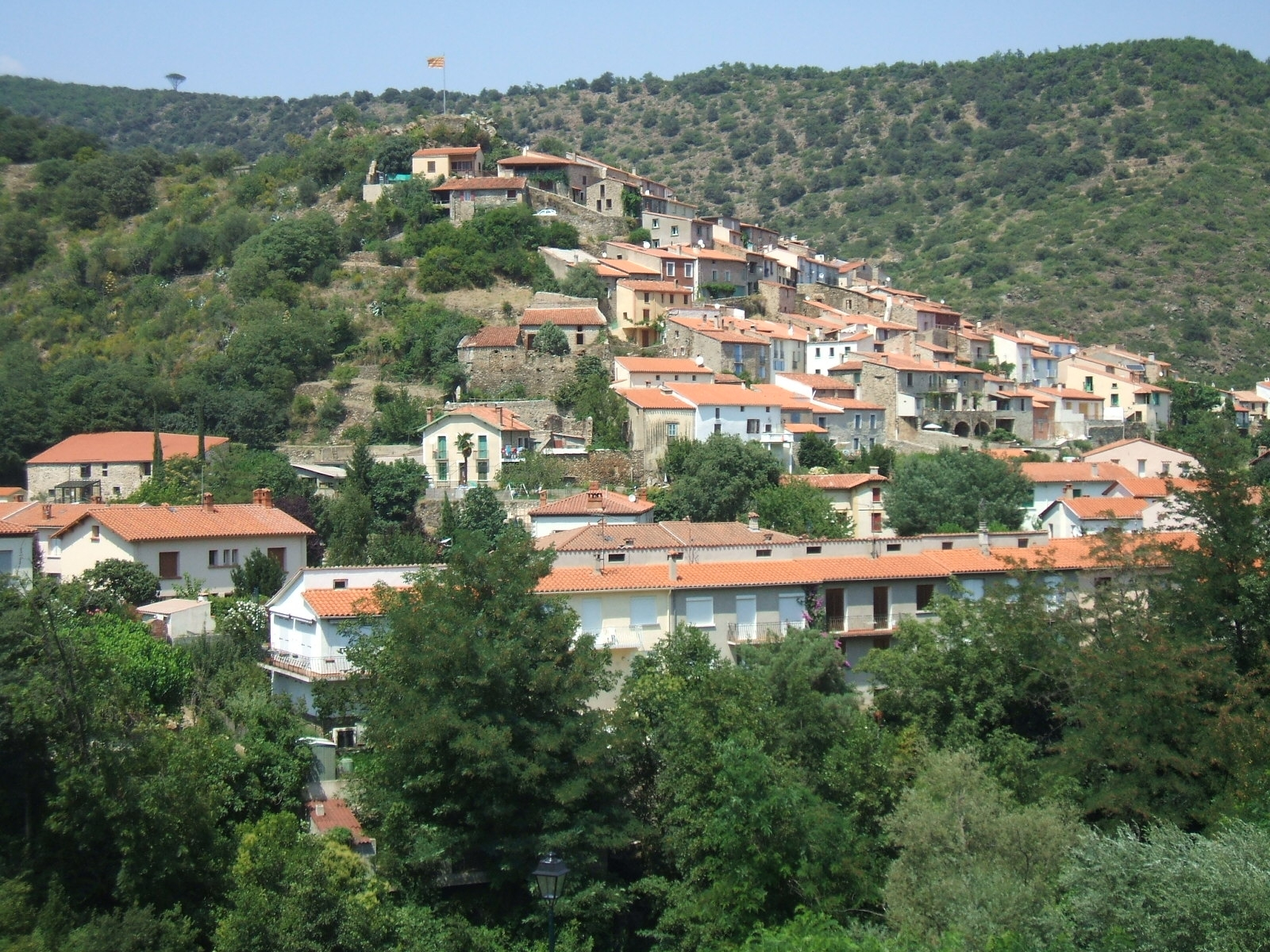
Vue de Ria.

Ria-Sirach-Urbanya  est une ancienne commune des Pyrénées-Orientales située en Conflent et ayant existé de 1973 à 1983.

## Histoire
Malgré la distance qui la sépare de ce territoire, la commune d'Urbanya est rattachée à Ria par arrêté préfectoral du 26 février 1973 pour former la nouvelle commune de Ria-Sirach-Urbanya. Urbanya retrouve son indépendance dix ans plus tard par arrêté préfectoral du 16 février 1983 et Ria prend le nom de Ria-Sirach.

## Politique et administration
| Période    | Période | Identité     | Étiquette | Qualité |
| ---------- | ------- | ------------ | --------- | ------- |
| avant 1981 | ?       | Joseph Grand | DVG       |         |

## Démographie
| 1975  | 1982  | 1983 |
| ----- | ----- | ---- |
| 1 056 | 1 068 | -    |